# W-motor
W-motor je tip batnega motorja na notranje zgorevanje, pri katerem so vrste valjev nameščene v obliki črke W, če gledamo od spredaj. 
Obstajajo tri različice W-motorjev:
- Tri vrste batov s skupno ročično gredjo[1][2]
- Štiri vrste batov s skupno ročično gredjo
- Dve vrsti batov z dvema ročičnima gredema

Klasični W-motor uporablja tri vrste batov s skupno ročično gredjo.
Eden izmed prvih W-motorjev je bil Anzanijev 3-batni motor iz leta 1906. Uporabljal se je za pogon motociklov. 
Leta 1917 je Napier & Son razvil W-12 Napier Lion za pogon letal.
Bugatti Veyron uporablja 8 litrski W-16 motor s štirim vrstami cilindrov. Pri 6000 obratih razvija 1001 KM.
B5.5 Volkswagen Passat uporablja W8 motor, Phaeton pa W12.
Nekateri MotoGP motocikli uporabljajo dvotaktni 500 cc W4-motor z dvema ročičnima gredema.